# Corujão-pesqueiro-de-pel
O Corujão-pesqueiro-de-pel (Scotopelia peli) é uma espécie de ave estrigiforme pertencente à família Strigidae.